# Xã Marion, Quận Douglas, Kansas
Xã Marion (tiếng Anh: Marion Township) là một xã thuộc quận Douglas, tiểu bang Kansas, Hoa Kỳ. Năm 2010, dân số của xã này là 812 người.